# 667

## Събития
- Опитергиум e разрушен от лангобардите на Гримоалд.